# Diecezja Anse-à-Veau and Miragoâne
Diecezja Anse-à-Veau and Miragoâne (łac. Dioecesis Sinuvitullenssis-Miragoanensis) – katolicka diecezja na Haiti należąca do archidiecezji Port-au-Prince. Została erygowana 13 lipca 2008 roku.

## Główne świątynie
- Katedra: Katedra św. Anny w Anse-à-Veau
- Konkatedra: Konkatedra św. Jana Chrzciciela w Miragoâne

## Biskupi diecezjalni
- Pierre-André Dumas (2008 -)